# Феррейра-ду-Зезере
Ферре́йра-ду Зе́зере (порт. Ferreira do Zêzere; МФА: [fɨ.ˈʁɐj.ɾɐ du ˈze.zɨ.ɾɨ], Фирре́йра-ду-Зезири) — муніципалітет і містечко в Португалії, в окрузі Сантарен. Розташований у центральній частині країни, на теренах історичної португальської провінції Ештремадура. Належить до Сантаренської діоцезії Католицької церкви в Португалії. Права міського самоврядування має з 1222 року. Поділяється на 7 парафій. За адміністративним поділом, чинним до 1976 року, був складовою провінції Рібатежу. Площа муніципалітету — 190,38 км², населення муніципалітету — 8619 ос. (2011); густота населення — 45,27 осіб/км²
. Патрон — Діва Марія. Святковий день муніципалітету — 13 червня. Поштовий індекс — 2240.  Код місцевої адміністративної одиниці — 1411. Складова статистичного регіону Центр.

## Географія
Феррейра-ду-Зезере розташована в центрі Португалії, на півночі округу Сантарен.
Феррейра-ду-Зезере межує на півночі з муніципалітетом Фігейро-душ-Вінюш, на північному сході — з муніципалітетом Сертан, на сході — з муніципалітетом Віла-де-Рей, на півдні — з муніципалітетом Томар, на заході — з муніципалітетом Орен, на північному заході — з муніципалітетом Алвайазере.

## Історія
1222 року португальський король Афонсу II надав Ферейрі форал, яким визнав за поселенням статус містечка та муніципальні самоврядні права.

## Населення
| Кількість мешканців | Кількість мешканців | Кількість мешканців | Кількість мешканців | Кількість мешканців | Кількість мешканців | Кількість мешканців | Кількість мешканців | Кількість мешканців | Кількість мешканців | Кількість мешканців | Кількість мешканців | Кількість мешканців | Кількість мешканців | Кількість мешканців | Кількість мешканців |
| ------------------- | ------------------- | ------------------- | ------------------- | ------------------- | ------------------- | ------------------- | ------------------- | ------------------- | ------------------- | ------------------- | ------------------- | ------------------- | ------------------- | ------------------- | ------------------- |
| 1864                | 1878                | 1890                | 1900                | 1911                | 1920                | 1930                | 1940                | 1950                | 1960                | 1970                | 1981                | 1991                | 2001                | 2011                |                     |
| 10 780              | 12 120              | 12 318              | 13 708              | 14 960              | 15 306              | 16 008              | 16 979              | 17 559              | 15 739              | 12 255              | 11 099              | 9 954               | 9 422               | 8 619               |                     |

## Парафії
- (до 2013: Пайю-Мендіш)